# 대한민국 새만금개발청
새만금개발청(새萬金開發廳)은 새만금 간척 사업의 원활한 추진과 효율적인 관리를 위하여 설치한 대한민국의 중앙행정기관이다. 청장은 차관급 정무직공무원으로, 차장은 고위공무원단 가등급에 속하는 일반직공무원으로 보한다.

## 소관 업무
- 새만금사업의 총괄·조정(다수 부처가 관련된 새만금사업 정책의 통합·조정은 제외한다)에 관한 사무
- 기본계획 수립 및 변경에 관한 사무
- 새만금사업지역에서의 행위허가에 관한 사무
- 개발계획의 수립 및 실시계획의 승인에 관한 사무
- 조성토지 등의 공급계획의 승인에 관한 사무
- 준공검사에 관한 사무
- 선수금의 승인에 관한 사무
- 새만금사업지역의 재해·재난의 관리에 관한 사무
- 새만금사업 투자유치 등에 관한 사무

## 연혁
- 2013년 5월 6일: 국토교통부 소속으로 새만금개발청설립준비단을 설치.[4]
- 2013년 9월 12일: 국토교통부의 외청으로 새만금개발청을 설치.[5]
- 2018년 12월 10일: 전라북도 군산시로 청사 이전.[6]

## 조직
| 국                 | 담당관실·과                                                          |
| 청장 산하 하부조직 | 청장 산하 하부조직                                                   |
| ------------------ | -------------------------------------------------------------------- |
|                    | 대변인실                                                             |
| 차장 산하 하부조직 |                                                                      |
| 기획조정관실       | 기획재정담당관실ㆍ혁신행정담당관실ㆍ정보민원담당관실                 |
|                    | 운영지원과                                                           |
| 개발전략국         | 계획총괄과ㆍ신산업전략과ㆍ기반시설과ㆍ교류협력과ㆍ신재생에너지기반과 |
| 개발사업국         | 사업총괄과ㆍ산업진흥과ㆍ국제도시과ㆍ관광진흥과                       |

## 정원
새만금개발청에 두는 공무원의 정원은 다음과 같다.
| 총계      | 총계              | 139명 |
| --------- | ----------------- | ----- |
| 정무직 계 | 정무직 계         | 1명   |
|           | 청장              | 1명   |
|           |                   |       |
| 일반직 계 | 일반직 계         | 138명 |
|           | 고위공무원단      | 4명   |
|           | 3급 이하 5급 이상 | 69명  |
|           | 6급 이하          | 65명  |

## 재정
총수입·총지출 기준 2023년 재정 규모는 다음과 같다.
| 구분                 | 세입예산       | 작년 대비 증감 |
| -------------------- | -------------- | -------------- |
| 일반회계             | 78억 6900만 원 | +0.41%         |
| 국가균형발전특별회계 | 6900만 원      | +4.55%         |
|                      |                |                |
| 합계                 | 79억 3800만 원 | +0.44%         |

| 구분     | 구분       | 세출예산         | 작년 대비 증감 |
| -------- | ---------- | ---------------- | -------------- |
| 일반회계 | 지역및도시 | 1483억 6900만 원 | -40.3%         |
|          |            |                  |                |
| 합계     | 합계       | 1483억 6900만 원 | -40.3%         |

## 성격
새만금개발청은 새만금 지역 개발을 위해 설치된 관서로서 예산 회계법상 중앙행정기관으로 분류된다. 그러나 관할범위가 새만금 지역에 불과하므로 전국을 관할하는 부서를 명시한 정부조직법에서 중앙행정기관으로 명시되지 않는 특수성을 가진다. 이에 상황에 따라 중앙행정기관으로 분류하기도 하고 분류하지 않기도 한다.

## 사건·사고 및 논란

### 청사 입지 논란
2013년 5월 28일 국회에서 김관영 의원(군산)이 주최한 '새만금개발청, 이후 무엇이 달라지나' 토론회에 박선호 국토교통부 국토정책관의 발제에 이어 김성남 국토교통부 새만금개발청설립준비단장, 김일환 농림축산식품부 새만금개발과장, 김재구 전북발전연구원 연구위원, 강승구 군산시청 부시장, 이원희 한경대학교 교수, 김민영 군산대학교 새만금종합개발원구원장이 토론자로 참석했다.
이 자리에서 김성남 단장은 "새만금개발청의 청사 입지에 대해 세종특별자치시, 대전광역시, 수도권, 전주 혁신도시, 군산 새만금현장 등 다양한 의견이 나오고 있으나 청사입지에 주안점을 '국책사업으로서의 원활한 업무추진'에 두고 입지를 선정해 나갈 계획"이라고 밝혔다.
김재구 연구위원은 "새만금개발청의 청사는 반드시 세종특별자치시 정부세종청사에 입주해야 한다"라면서 그 이유로 새만금사업과 관계된 각 부처 간의 업무협의 용이성, 원활한 사업추진을 위해 필요한 국가예산 확보 활동에 유리한 점과 국책사업으로서의 인식 확산 등을 꼽았다.
이원희 교수는 새만금개발청의 기능은 행정중심복합도시건설청을 모범으로 하되, 기능면에서는 인천경제자유구역청 사례를 참고해 개청 초기 300명 정도 인력이 필요하며, 소재지는 1기는 세종특별자치시, 집행 중심 시기에는 새만금 지역으로 제안했다.
한편, 새만금개발청 청사 입지 문제로 국토교통부 새만금개발청설립준비단은 2013년 6월 내에 후보 지역인 전라북도 군산시, 대전광역시, 서울특별시, 세종특별자치시의 주민 등을 대상으로 입지 적합 지역을 묻는 설문을 실시하고 7월에는 전문가들로 자문위원회를 구성하여 자문위에서 제기된 검토의견을 제출받을 계획이다. 이후 새만금개발청설립준비단이 주민 설문조사와 자문위원회 검토의견 등을 종합해 7월 중 새만금개발청 청사 입지를 최종 결정할 예정이다. 청사 입지는 ▲사업의 상징성 ▲업무추진의 편의성 ▲유관기관 협조 용이성 ▲외자유치 용이성 등에 대한 지역별 장·단점을 검토해 결정될 것으로 전망된다.
새만금개발청설립준비단이 현지조사 등을 거쳐 입지 후보지로 검토하고 있는 곳은 세종특별자치시 1-5 생활권 복합커뮤니티센터와 서울·대전·군산지역 공공청사인 것으로 전해졌으며 경기도 과천시의 경우 정부과천청사에 여유 공간이 없어 검토 대상에서 사실상 제외됐다고 한다. 세종특별자치시의 경우 유관기관 협조 용이성과 업무추진의 편의성, 서울특별시는 외자유치 용이성, 군산시는 사업의 상징성 측면에서 상대적으로 높은 평가를 받고 있는 상황이다.
2013년 5월 29일 민주당 세종특별자치시당은 "새만금특별법 시행에 따라 공식 출범하는 새만금개발청은 업무의 주무부서인 국토교통부를 비롯한 관련 정부부처가 입주해 있는 세종특별자치시에 터를 잡을 때 보다 효율적이고, 원활한 업무 추진이 가능하다며, 새만금개발청이 국가기관으로 위상을 갖추고 국책사업이라는 인식을 명확히 하기 위해서도 세종특별자치시에 입주하는 것이 가장 적절하다"라고 주장했다. 또한 "이런 이유로 새만금개발의 현장이 위치한 전라북도청에서도 새만금개발청의 정부세종청사의 입주를 희망하고 있다"라며 정부는 새만금 개발사업의 원활한 수행과 국책사업을 추진하는 새만금개발청의 위상을 고려해 세종특별자치시에 청사를 마련해 줄 것을 촉구했다.
2013년 6월 14일 군산상공회의소를 비롯한 40여 개 군산시민·사회단체들이 건의서를 통해 "새만금 중심인 군산새만금지역은 항만·철도·도로 등이 발달한 도시로 중국과 인접한 국제물류중심도시로 발전가능성이 큰 도시"라며 "따라 전략적 투자유치 사업 추진을 위한 새만금개발청의 군산 설치가 절실히 필요하다"라고 강조했다. 또한 "새만금개발청은 새로운 기획을 도출하는 기관이기보다는 이미 수립된 새만금종합개발계획을 집행하는 기관에 가깝다고 볼 때 더더욱 새만금 현장인 군산에 본청이 설치돼 보다 연속적인 가속을 내야 할 상황"이라며 "새만금개발청 청사가 타지역에 설치된다면 20여 년 동안 새만금개발을 기다려 왔던 군산시민과 전라북도민의 실망은 클 것"이라며 "지역경제활성화와 국가예산절감 및 국토균형개발 나아가 낙후지역 개발을 통한 대국민화합 정책차원에서 새만금개발청을 군산에 적극 설치해야 할 것"이라고 어필했다.
2013년 6월 20일 국회 국토교통위원회 소속의 민주당 김관영 의원은 지난 17일 열린 국회 국토교통부 업무보고에서 "모든 건 현장에 답이 있다. 개발청 개청 초기에는 기획업무가 중심이 되기 때문에 세종특별자치시에서 출범할 수밖에 없다 하더라도 개발이 본격화되는 2015년 말까지는 새만금 현장으로 이전한다는 원칙이 지켜져야 한다"라고 말했으며 이에 서승환 국토교통부 장관은 '동감한다'며 동의를 표했다고 김 의원 측은 전했다. 또 "서 장관의 이번 발언은 정부의견으로 간주할 수 있어 지역 간 갈등 양상을 조기 교통정리 효과가 있을 것"이라고 내다봤다.
같은 날 군산시의회는 제170회 임시회 2차 본회의에서 '새만금개발청 군산 설치 촉구 건의문'을 통해 현장 중심의 맞춤형 서비스 행정을 펼치겠다는 대통령의 강한 의지와 국민 대통합 차원의 국가 균형발전을 위해서라도 새만금개발청은 반드시 군산에 유치돼야 한다고 주장했다. 군산시의회는 "새만금군산경제자유구역청이 해체된 후 경제자유구역청이 사용하던 청사를 새만금개발청이 재활용한다면 신청사 신축비 등 막대한 규모의 국비를 절감할 수 있다"라면서 "이럴 경우 기업과의 효율적 소통을 통해 민자 유치 사업 등을 극대화할 수 있다"라고 강조했다.
2013년 7월 12일 정부서울청사에서 정홍원 국무총리 주재로 제11차 새만금위원회를 열고 새만금개발청을 세종특별자치시에서 출범키로 한 내용을 골자로 한 '새만금사업 추진현황 및 향후계획'을 확정했다. 새만금개발청은 새만금 현지에 두는 것이 원칙이지만 사업 초기의 업무특성을 고려해 주요 사업이 착공하는 등 사업 본격화 때 현지로 이전한다는 기본방향을 정하고 출범 초기 임시로 세종특별자치시 입지를 결정했다는 것이다. 다만, 타 중앙행정기관들이 입주해 있는 정부세종청사 내에는 입주인원 등을 수용할 만한 곳이 없어 인접한 지역의 복합커뮤니티센터를 활용할 예정이다. 한편, 국토교통부는 2013년 6월 관계기관과 전문가, 지방자치단체 등을 대상으로 의견조사를 실시한 결과, 새만금개발청의 위상과 상징성, 우수 인력 확보, 투자유치 등 업무편의 측면에서 세종특별자치시가 최적 입지로 평가됐다고 설명했다.
이에 대해 국토교통부 박선호 새만금개발청설립준비단장(국토정책관 겸임)은 "새만금개발청 청사 입지, 개청 일정 등이 확정됨에 따라 개청 준비가 본격화될 것"이라면서 "개청 후 투자유치와 개발전략 마련 등 업무가 차질 없이 수행될 수 있도록 할 것"이라고 말했다.
2013년 7월 14일 유한식 세종특별자치시장이 새만금위원회에서 결정한 '새만금개발청의 세종특별자치시 입지' 확정에 대해 환영의 입장을 밝혔다. 유 시장은 "새만금개발청의 청사입지와 개청일정이 확정됨에 따라 개청업무가 차질 없이 수행될 수 있도록 최선을 다해 지원하겠다"라며 "새만금개발청 뿐만 아니라 미래창조과학부,․해양수산부 등 신설부처도 입주토록 해 세종특별자치시를 명실상부한 행정중심도시로 발전시켜 나가겠다"라고 말했다.

## 같이 보기
- 새만금개발청장
- 새만금개발청 차장
- 새만금위원회
- 새만금개발공사

### 내용주
1. ↑  2025년 6월 7일까지 존속하는 한시조직.
2. ↑  개방형 직위.
3. ↑  한시정원 2명 포함.
4. ↑  한시정원 1명 포함.

### 참조주
1. 1 2  「새만금개발청 직제」 별표 1·별표 2
2. ↑  기획재정부. “열린재정 > 재정연구분석 > 재정분석통계 > 예산편성현황(총수입)”. 《열린재정》. 2023년 1월 6일에 확인함.
3. ↑  기획재정부. “열린재정 > 재정연구분석 > 재정분석통계 > 세목 예산편성현황(총지출)”. 《열린재정》. 2023년 1월 6일에 확인함.
4. ↑  박홍용 (2013년 5월 5일). “새만금개발청 설립 준비단 발족”. 《서울경제》. 2013년 7월 7일에 확인함.
5. ↑  법률 제11542호
6. ↑  김동욱 (2018년 12월 10일). “'개발청' 이전… '특별법' 통과… 새만금 개발사업 속도”. 《세계일보》 (군산). 2018년 12월 13일에 확인함.
7. ↑  임송학 (2013년 6월 11일). “새만금개발청 어디로 갈까”. 《서울신문》 (전주). 2013년 7월 7일에 확인함.
8. ↑  김석주 (2013년 5월 28일). “김관영 의원, 새만금개발청 군산이 최적”. 《군산뉴스》. 2013년 7월 7일에 확인함.
9. ↑  고석중 (2013년 5월 28일). “"새만금사업 이젠 '새만금개발청'에 달려있다"”. 《뉴시스》 (군산). 2014년 12월 31일에 원본 문서에서 보존된 문서. 2013년 7월 7일에 확인함.
10. ↑  임병식 (2013년 5월 28일). “"새만금개발청 소재지는 세종시로"”. 《새전북신문》. 2014년 12월 31일에 원본 문서에서 보존된 문서. 2013년 7월 7일에 확인함.
11. ↑  윤소 (2013년 5월 23일). “9월 발족하는 '새만금개발청'청사 물밑 경쟁”. 《아주경제》. 2014년 12월 31일에 원본 문서에서 보존된 문서. 2013년 7월 7일에 확인함.
12. ↑  이선형 (2013년 6월 13일). “"새만금개발청 청사 설문조사·자문위 거쳐 결정"”. 《뉴스1》. 2013년 7월 7일에 확인함.
13. ↑  이승동 (2013년 5월 24일). “세종시, 새만금개발청 유치 '파란불'”. 《충청투데이》. 2013년 7월 7일에 확인함.
14. ↑  김백선 (2013년 5월 26일). “세종시, '새만금개발청' 유치 총력”. 《매일일보》. 2013년 7월 7일에 확인함.
15. ↑  곽상훈 (2013년 5월 29일). “민주 세종시당 "새만금개발청 세종시 입지 당연"”. 《대전일보》. 2013년 7월 7일에 확인함.
16. ↑  김광섭 (2013년 5월 29일). “민주당, "새만금개발청, 세종시입주해야"”. 《특급뉴스》. 2013년 7월 7일에 확인함.
17. ↑  조경장 (2013년 6월 14일). “군산상의·시민단체, 새만금개발청 설치 건의”. 《전북도민일보》. 2013년 7월 7일에 확인함.
18. ↑  김영묵 (2013년 6월 20일). “김관영 의원, "새만금 개발청, 현장으로 이전하는 것이 원칙"”. 《전북매일신문》. 2014년 12월 31일에 원본 문서에서 보존된 문서. 2013년 7월 7일에 확인함.
19. ↑  구대식 (2013년 6월 20일). “새만금개발청 이르면 2015년 새만금으로”. 《전북일보》. 2013년 7월 13일에 확인함.
20. ↑  고석중 (2013년 6월 20일). “국토부 장관 "새만금개발청 현장 입지 원칙 동감한다"”. 《중앙일보》 (군산). 2013년 7월 7일에 확인함.[깨진 링크(과거 내용 찾기)]
21. ↑  조경장 (2013년 6월 20일). “군산시의회 '새만금 개발청 군산에 설치해야'”. 《전북도민일보》. 2013년 7월 7일에 확인함.
22. ↑  김춘상 (2013년 7월 12일). “새만금개발청, 9월12일 세종시에서 출범”. 《뉴스1》 (전주). 2013년 7월 13일에 확인함.
23. ↑  홍창기 (2013년 7월 12일). “새만금개발청 세종시에 '둥지'…사업 본격화되면 현지로 이전”. 《파이낸셜뉴스》. 2013년 7월 13일에 확인함.
24. ↑  서미숙 (2013년 7월 12일). “새만금개발청 입지 세종시로 확정…9월12일 개청”. 《한국경제》 (세종). 2017년 8월 1일에 원본 문서에서 보존된 문서. 2013년 7월 13일에 확인함.
25. ↑  새만금개발청 설립준비단 (2013년 7월 12일). “새만금개발청 9월 12일 세종시에 개청”. 《정책브리핑》. 2013년 7월 13일에 확인함.
26. ↑  박상용 (2013년 7월 12일). “새만금개발 정상화 기대… 청사는 세종시로”. 《노컷뉴스》. 2013년 7월 13일에 확인함.
27. ↑  김동욱 (2013년 7월 12일). “새만금개발청 세종시 입주‥새만금개발사업 본격화”. 《이데일리》. 2017년 8월 1일에 원본 문서에서 보존된 문서. 2013년 7월 13일에 확인함.
28. ↑  김광섭 (2013년 7월 14일). “새만금개발청, 세종시입주 확정”. 《특급뉴스》. 2013년 9월 13일에 확인함.